# Carolina Benedicks-Bruce
Carolina Maria Benedicks-Bruce (Estocolm, 28 d'octubre de 1856 - Gotland, 16 de febrer de 1935) fou una escultora sueca.

## Biografia
Benedicks va néixer el 28 d'octubre de 1856 a Estocolm i era filla de Karolina Charlotta (de soltera Cantzler) i Edward Otto Benedicks, propietari adinerat del municipi de Gysinge, a Sandviken, Suècia. El seu germà, Gustaf Benedicks, va heretar les indústries siderúrgiques del seu pare i va ser membre del Riksdag. Carolina Benedicks també va tenir una germana i dos germanastres nascuts del segon matrimoni del seu pare. El físic Carl Benedicks va ser el seu germanastre. Hi havia molts artistes en la part materna de la família: molts dels seus oncles i la seva àvia van ser pintors. Entre ells es trobaven Johan Oscar Cantzler i Axel Leopold Cantzler. Va ser gràcies a ells pels quals Benedicks va conrear i va desenvolupar la seva habilitat per a l'art. A l'agost va començar a assistir al col·legi d'art per a dones Malmström, i des del 20 d'agost de 1881 fins a la primavera de 1885, es va convertir en la primera dona estudiant a les classes d'escultura a la Reial Acadèmia Sueca de les Arts.

## França
Benedicks va conèixer a altres artistes com Hilma af Klint i Gerda Rydberg a l'acadèmia, amb els qui va viatjar a França l'any 1883. Va passar la major part del seu temps a París i a la comuna d'artistes sueca a Grez-sur-Loing. Després de completar els seus estudis a Estocolm, va tornar a França, on seria estudiant de l'escultor Alexandre Falguière. Va tornar també a Grez-sud-Loing, on es van reunir, durant els anys vuitanta, molts dels més importants pintors escandinaus de la seva època. Benedicks va conèixer a artistes com Carl Larsson, Karin Bergöö Larsson, Bruno Liljefors, Christian Krohg i Peder Severin Krøyer. Allà, els artistes suecs van crear el seu propi saló d'art, anomenat Le Salon des Opposants ("El saló dels opositors").
El fet de ser una dona soltera, amb una bona educació artística i procedent d'una família adinerada que havia fomentat les seves aspiracions artístiques, va apartar a Benedicks de la resta d'artistes de la comuna. Aleshores regnava un ambient en el qual predominava la presència masculina, amb artistes de pocs recursos.

## Obres

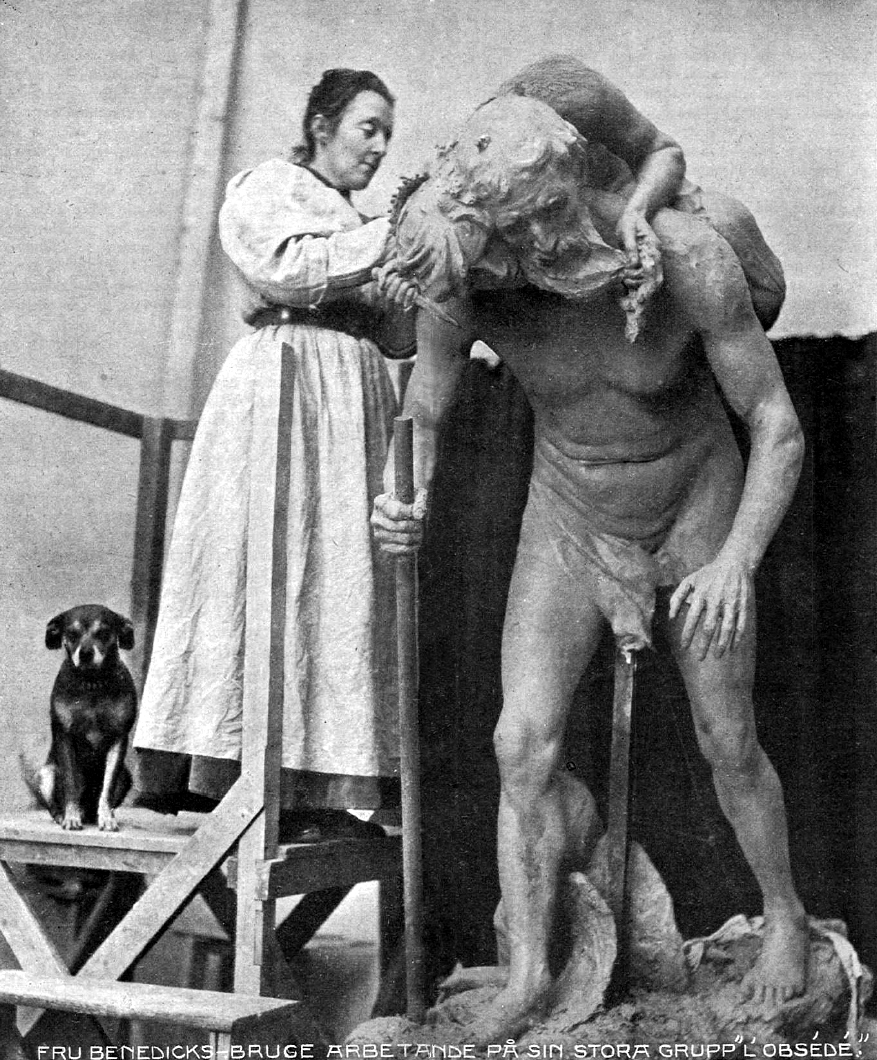
Carolina Benedicks-Bruce amb L'obsédé.

Benedicks fou principalment escultora, però també va treballar amb aiguafort i aquarel·les. Les seves escultures estan molt influenciades per l'estil francès dels anys setanta i vuitanta del segle xix, mentre que les seves pintures i gravats consisteixen majorment en paisatges i animals. Els seus treballs van ser exposats per primera vegada al Saló de París l'any 1899, on va participar amb l'escultura L'obsédé ("L'obsessionada"). Va participar també en l'Exposició Universal de París el 1900, on va rebre una medalla de bronze, i més tard a Viena.
Quan feia busts, Benedicks treballava amb marbre i bronze. Michel Angelo, un bust de bronze, descriu a l'artista Miquel Àngel com un home corrent, pensatiu mentre treballa en alguna cosa, més que com un geni glorificat. També va fer busts de P. A. Säve i de l'escultor Emil Wikström. El seu estudi de l'anatomia humana va resultar en una escultura humorística anomenada Séance finie ("El badall").
Moltes de les escultures, aquarel·les i esbossos de Benedicks es troben encara a Brucebo, com és el cas de L'obsédé o Baigneur blessé ("Banyista ferit"), que va guanyar l'esment honorable en el Saló de París en 1893.

## Vida personal

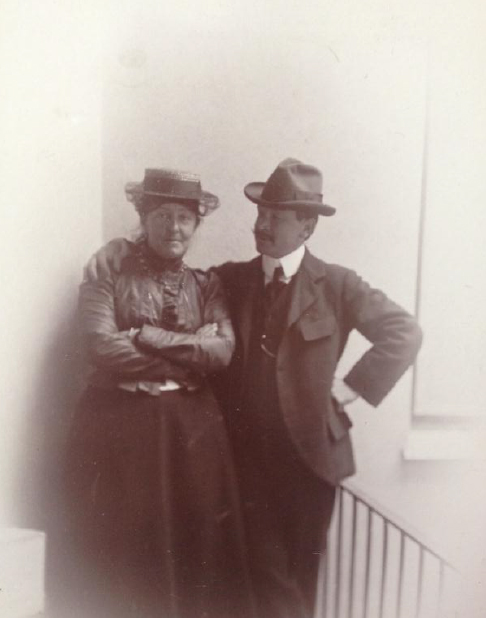
Carolina Benedicks-Bruce i William Blair Bruce

Carolina Benedicks va conèixer a l'artista William Blair Bruce a França a la primavera de 1885. Bruce era encara un artista pobre i desconegut en aquella època, però un viatge de retorn al Canadà a la tardor d'aquest any, durant el qual va perdre la majoria de les seves obres en un naufragi, va fer que guanyés una mica de notorietat. Benedicks, acompanyada pel seu oncle, va fer un viatge sorpresa a Canadà per veure a Bruce poc després. Després de llargs debats, la parella es va comprometre un any després, en contra del desig de la família de Benedicks. Van tornar a Europa en 1887, on van viure a cavall entre Estocolm i París. Van contreure matrimoni en 1888 i van visitar Gotland per primera vegada aquest mateix any. El seu matrimoni va ser una de tantes unions internacionals resultat de la mescla d'artistes de diferents països a Grez-sud-Loing. Una altra parella famosa va ser la formada pel pintor nord-americà Francis Brooks Chadwick i la pintora sueca Emma Löwstädt-Chadwick. Després del matrimoni, la parella es va mudar a París, probablement per escapar de l'escrutini de la família de Benedicks. Durant diversos anys van tenir una vida bohèmia i van viatjar al voltant d'Europa per treball i estudi.

## Brucebo

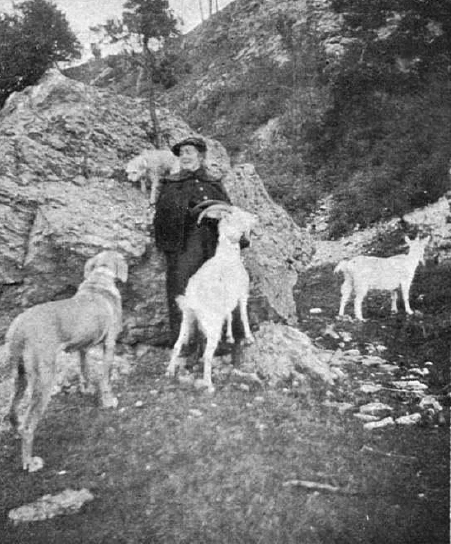
Carolina Benedicks-Bruce amb gossos i cabres a Brucebo

L'any 1899 Benedicks i el seu marit van decidir residir a Gotland. Van comprar propietats a Själsö en el que en un futur seria Brucebo, al nord de Visby, i van començar a reconstruir i ampliar les cases de la finca. Benedicks va posar els diners necessaris per al projecte i Bruce va ser l'arquitecte cap. Es van mudar a Brucebo el 1900. Quan Bruce va morir, el 1906, Benedicks es va quedar en la finca i va continuar amb el seu treball. Brucebo es va convertir en un nucli social per a artistes, músics i científics a Gotland i Benedicks va ser una generosa amfitriona. Va tenir tres tallers i també diversos animals a l'estable, dels quals ella mateixa s'ocupava, com a vaques, cavalls, ovelles, cabres, gossos, pollastres, lloros i fins i tot micos. El seu interès per l'autosuficiència va començar a Grez-sud-Loing, on molts artistes tenien petits jardins on conreaven els seus propis vegetals, plantes, fruites i baies. Tenia grans plans per al jardí, i fins i tot va portar llavors des de França per plantar i va contractar a un jardiner. No obstant això, l'ampliació dels edificis, així com altres millores arquitectòniques, s'havien aturat després de la mort de Bruce.
Va viure a Brucebo fins a la seva mort el dia 16 de febrer de 1935. No va tenir descendència que pogués heretar, i en el seu testament va declarar que Brucebo hauria de mantenir-se com un lloc on els joves artistes poguessin quedar-se i desenvolupar les seves habilitats. L'any 1972 es va dur a terme la seva voluntat amb la creació de la Fundació de Beques per a Belles arts Brucebro.

## Compromisos socials
Benedicks fou una dona única i forta per a la seva època, involucrada en els assumptes socials i polítics, i ha estat nomenada com la "Sra. Pankhurst sueca". Entre els objectius pels quals va lluitar hi havia el dret al vot femení. Quan es va celebrar a Estocolm la Sisena Conferència de l'Aliança Internacional pel Sufragi Femení, el 1911, Benedicks va convidar a les delegades a Gotland. Al voltant de 40 d'elles, d'Alemanya, Anglaterra, Àustria i Hongria, van acceptar i van anar a Visby el 21 de juliol del mateix any. També va treballar en assumptes relacionats amb l'illa de Gotland i va ser una de les més apassionades defensores de la preservació de la Burmeisterska huset, una casa del segle xvii de Visby. Va ser també una figura clau en la fundació del Servei de Defensa Voluntari Femení de Suècia a Gotland.
L'any 1911 era ja membre del consell escolar de la localitat de Väskinde i un any més part va formar part de l'Associació de Fruticultors de Väskinde. El 1913 es va convertir en membre del Consell Municipal en aquesta localitat. Benedicks també va fer generoses donacions per a la conservació dels edificis històrics, la cura dels nens i els orfenats.

## Galeria

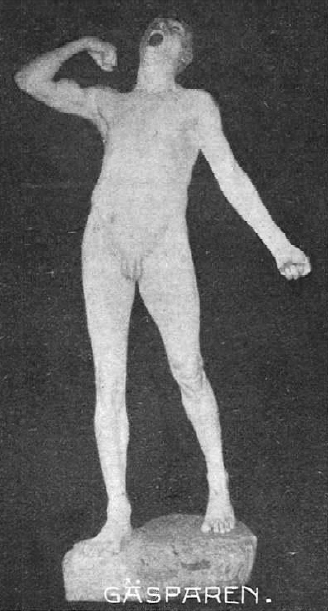
Séance finie ("El badall").
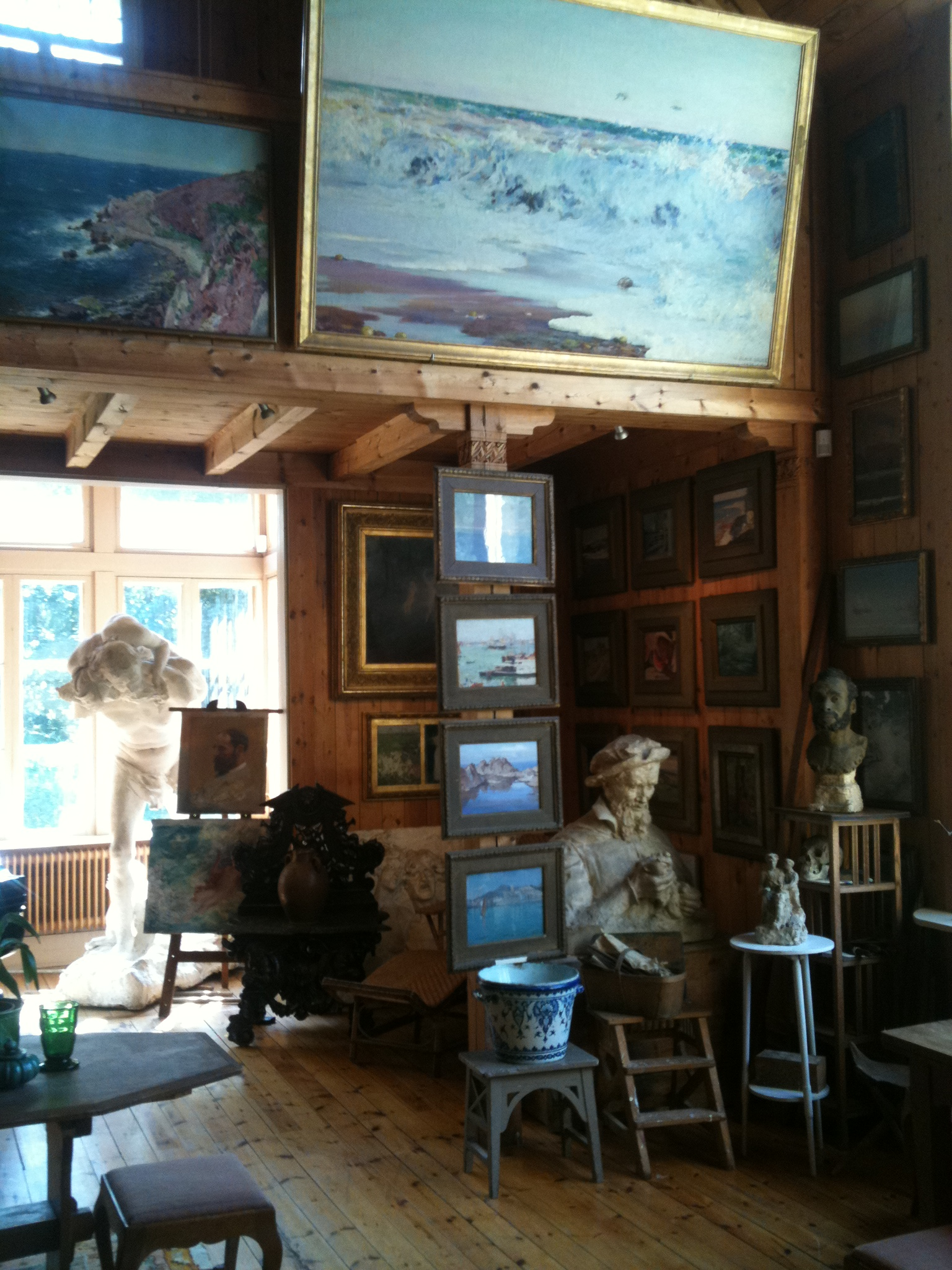
Part sud de l'estudi a Brucebo, L'obsède (al fons a l'esquerra) i Michel Angelo i bust del seu marit (al davant a la dreta).
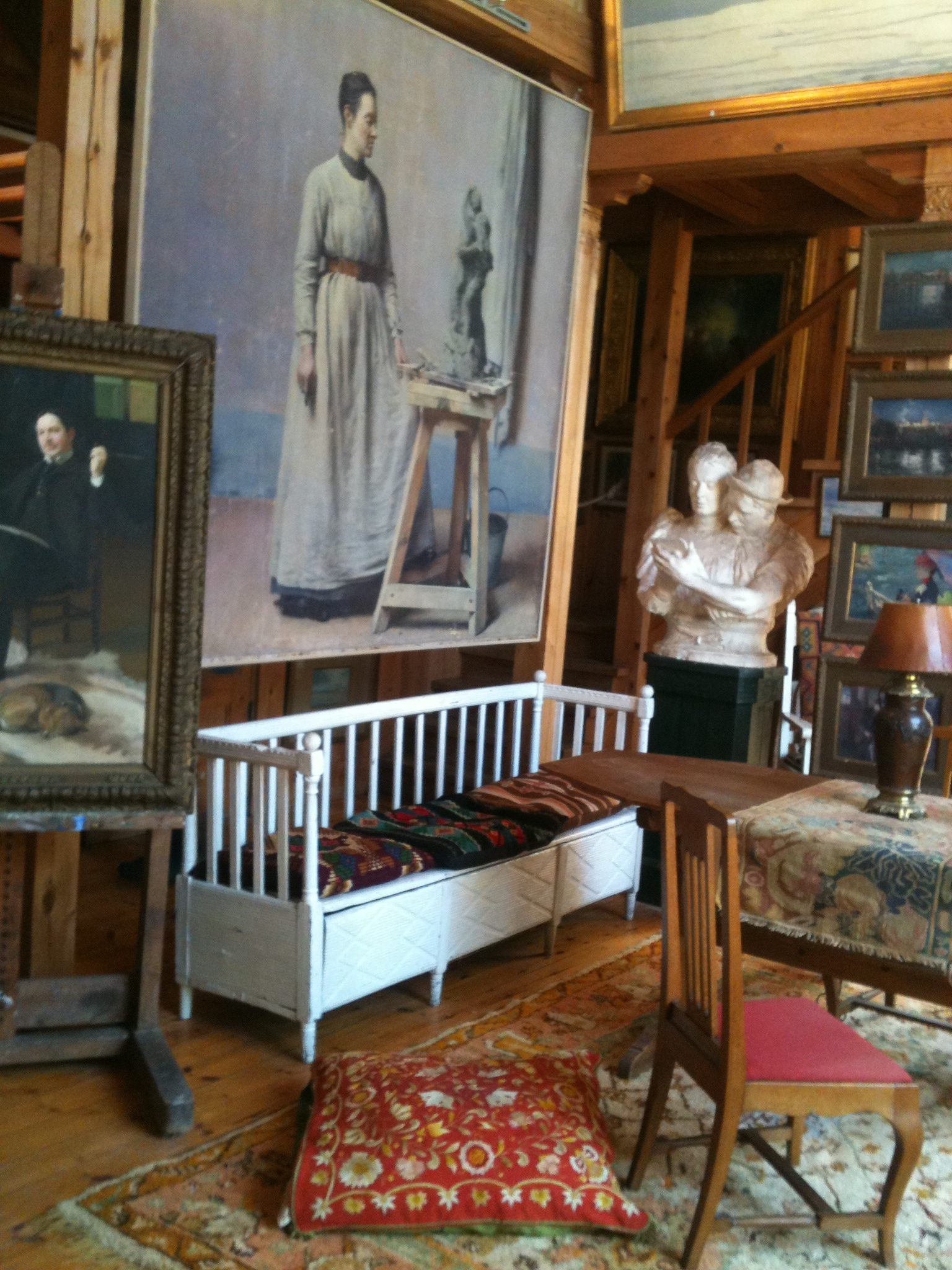
L'estudi a Brucebo: una de les escultures de Benedicks-Bruce i el retrat de cos sencer que li va fer el seu marit.
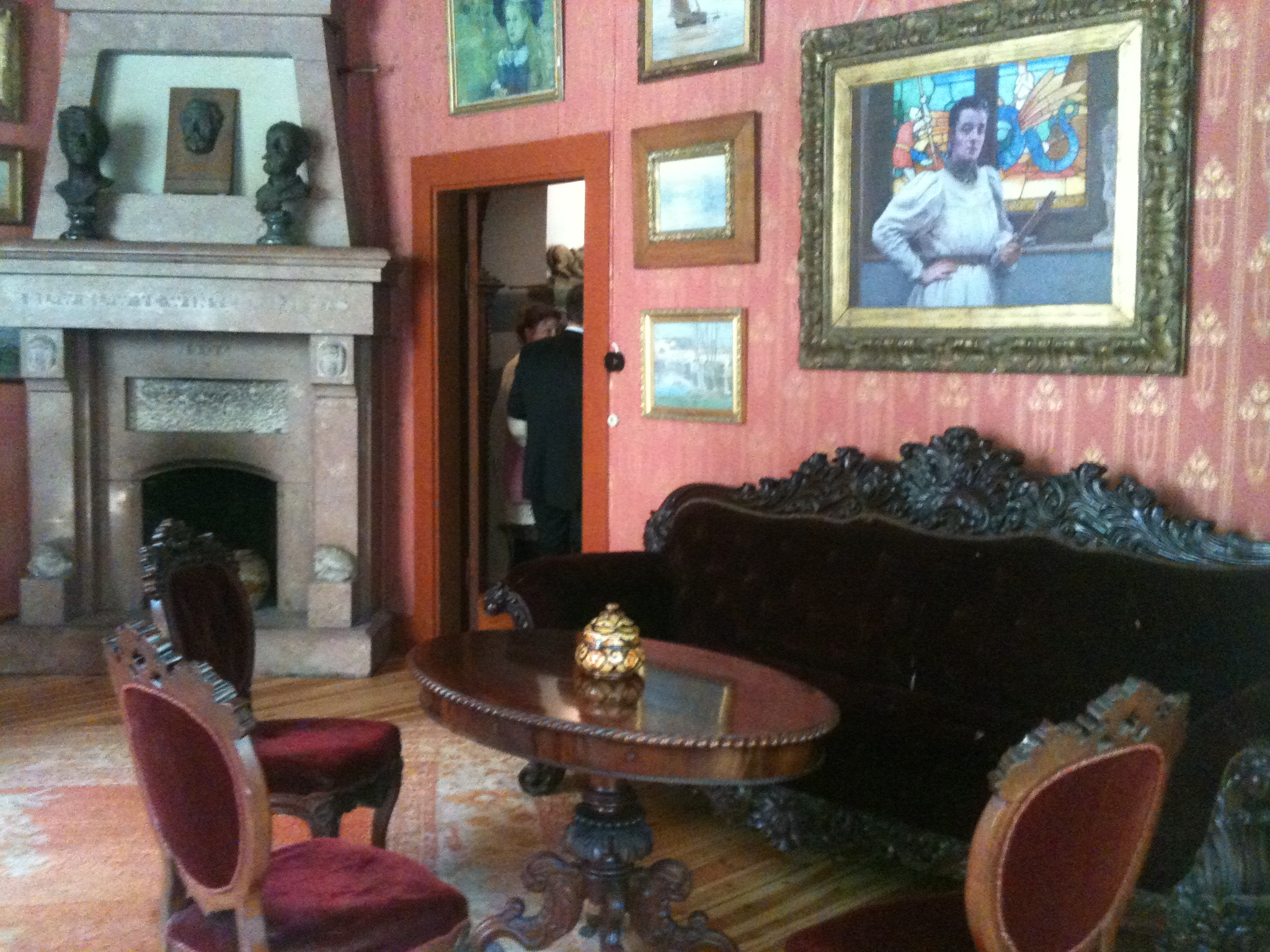
La casa de l'artista a Brucebo: habitació amb el retrat de Benedicks, realitzat per Bruce.